# Carl Mauritz Ekström
Carl Mauritz Ekström (i riksdagen kallad Ekström i Säm), född 28 augusti 1848 i Näs församling, Skaraborgs län, död 21 maj 1910 i Tossene församling, Göteborgs och Bohus län, var en svensk kronolänsman och riksdagsman. Ekström var kronolänsman i Sotenäs härad. I riksdagen var han ledamot av andra kammaren, invald i Tunge, Sörbygdens och Sotenäs häraders valkrets (bland annat mandatperioden 1891–1893). Han skrev i riksdagen en egen motion om expiditionslösen.